# José Vasconcelos
Pour les articles homonymes, voir Vasconcelos.
Ne doit pas être confondu avec José Mauro de Vasconcelos ou José Maria Botelho de Vasconcelos.
José Vasconcelos Calderón, né le 28 février 1882 à Oaxaca de Juárez au Mexique et mort le 30 juin 1959 à Mexico, est un écrivain, penseur et homme politique mexicain. Fondateur du ministère de l'Éducation de son pays, à partir duquel il a développé une œuvre fructueuse et extraordinaire, qui lui a valu le surnom de El maestro de la juventud de América.

## Biographie
En 1906, José Mauro de Vasconcelos épouse Serafina Miranda, de Tlaxiaco, Oaxaca. Après avoir été reçu comme avocat en 1907, il prend part à la Révolution de 1910 menée par Francisco Madero,
Il fait une parenthèse aux États-Unis pour cause de désaccord avec Venustiano Carranza (1915-20) et après la chute de ce dernier il dirige l'Université nationale autonome du Mexique en 1920, crée et dirige le Ministère d'éducation publique (SEP) sous Alvaro Obregón (1920-1924).
Sous son impulsion, un sérieux effort est fait en faveur de l'éducation. Le budget de l'éducation s’élève à 14 % des dépenses de l’État et le nombre d'écoles rurales est triplé. Le taux d'alphabétisation des plus de 10 ans passe de 25 % en 1924 à 51 % en 1930.
Il travaille en faveur de l'éducation des masses et oriente l'enseignement dans un sens laïc, civique et américaniste. Il mène à bien une « véritable croisade nationale » pour l'éducation du peuple. Il fait tout son possible pour encourager l'éducation des Indigènes, il crée des réseaux de bibliothèques, des missions culturelles, des écoles normales et des Maisons du Peuple, qu'il transforme en centres d'éducation de base. Il soutient l'œuvre des premiers muralistes et fait construire le Stade national comme lieu de spectacles populaires.

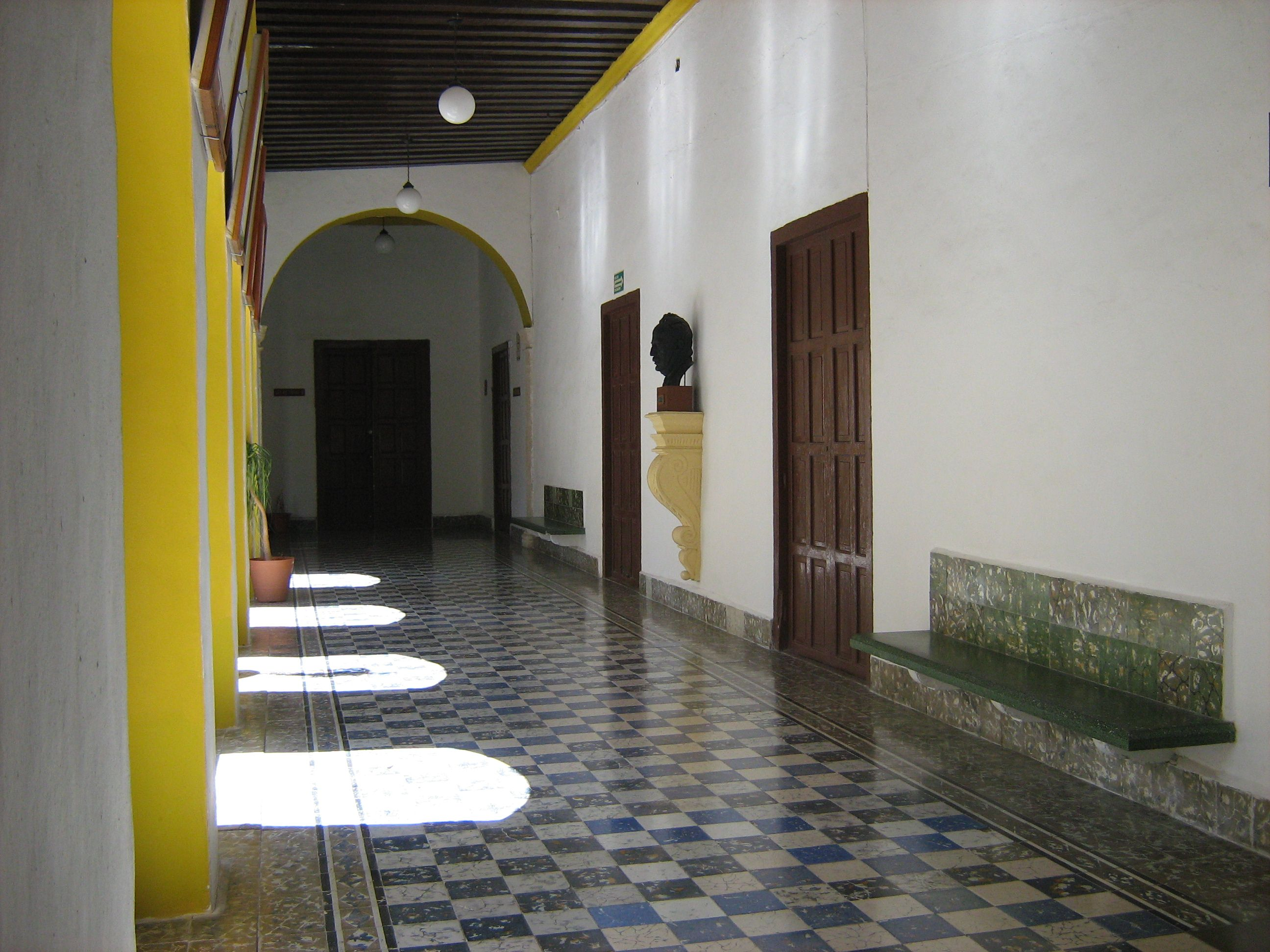
Buste dans l'Instituto Campechano.

En 1925, il publie La Race cosmique, œuvre dans laquelle il expose certaines de ses réflexions sur l'indigénisme. De quelle race parlait Vasconcelos ? Selon ses propres termes, « la civilisation conquise par les blancs, organisée par notre temps, a jeté les bases matérielles et morales de l'union de tous les hommes en une cinquième race universelle, fruit des précédentes et surmontant tout le passé », dit le texte.
Battu comme candidat présidentiel face à Pascual Ortiz Rubio (1929), il abandonne de nouveau le Mexique à cause de la fraude électorale,.
José Vasconcelos dirige ensuite la Bibliothèque nationale (1940) et préside l'Institut mexicain de Culture hispanique (1948). Il laisse une empreinte profonde sur la vie intellectuelle mexicaine. Sa doctrine philosophique est, en particulier, moniste et anti-intellectualiste. On peut y voir des points communs avec Arthur Schopenhauer et Miguel de Unamuno. Son humanisme se reflète principalement dans ses œuvres autobiographiques : Ulises criollo (1935), La tormenta (1936), El desastre (1938), El proconsulado (1939) et La Flama - Los de Arriba en la Revolución. Historia y Tragedia" (1959), qui rend compte d'un demi-siècle d'histoire mexicaine.
Sa pensée se condense dans divers essais et traités : La intelectualidad mexicana (1916), El monismo estético (1919), Pesimismo alegre (1931), Estética (1936), Ética (1939), Historia del pensamiento filosófico (1937) et Lógica orgánica (1945). Il cultiva aussi la critique littéraire -Divagaciones literarias (1919)-, la pièce de théâtre Prometeo vencedor (1916), et le récit La sonata mágica (1933)-. On peut aussi mentionner ses Lettres politiques (Cartas políticas, 1959), en publication posthume.

## Vie privée
Marié et père de deux enfants, il a une liaison avec la féministe Elena Arizmendi Mejia. Il l'évoque sous les traits du personnage d'« Adriana » dans La Tormenta.

## Œuvres
- Teoría dinámica del derecho (1907)
- La intelectualidad mexicana (1916)
- El monismo estético (1919)
- La Raza Cósmica (1925)
- Indología (1926)
- Ulises criollo (1935)
- Pesimismo alegre (1931)
- Estética (1936)
- La tormenta (1936)
- El desastre (1938)
- El proconsulado (1939)
- Ética (1939)
- Historia del pensamiento filosófico (1937)
- Lógica orgánica (1945)
- El ocaso de mi vida (1957)